# Station d'informatique musicale
La station d'informatique musicale (SIM) (en anglais :  IRCAM Signal Processing Workstation ou ISPW) était une station de travail audio numérique matérielle développée par l'IRCAM et la société américaine Ariel à la fin des années 1980. Éric Lindemann a été le principal concepteur du matériel de la SIM et le responsable de l'ensemble des efforts en matière de matériel et de logiciel. Cette station est considérée par les compositeurs comme un ordinateur « de concert » opérant en temps réel.

## Histoire
La création de la SIM s'inscrit dans la suite des travaux d'informatique musicale de l'IRCAM ayant abouti à la station 4X et la création de la pièce intitulée Répons de Pierre Boulez en 1982.
Elle a été initiée pour la composition de l'œuvre pour piano et électronique, Pluton (1988), de Philippe Manoury.
La SIM a également été utilisée par d'autres institutions comme la Faculté Polytechnique de Mons.

## Description
Il s'agissait d'un maximum de trois cartes DSP personnalisées qui pouvaient être branchées sur le bus d'expansion d'un ordinateur NeXT (un "cube"). L'ISPW pouvait alors exécuter un serveur personnalisé de traitement audio en temps réel sur les cartes matérielles contrôlées par une application client sur le NeXT.
Chaque carte SIM avait deux microprocesseurs Intel i860 (fonctionnant à 80 MFLOPS). Une carte supplémentaire avec huit canaux d'E/S audio était également disponible pour les applications multi-chaînes pour l'enregistrement et la lecture de sons multicanaux. Une SIM à trois cartes fournissait ce qui était à l'époque une puissance de traitement de signal et de synthèse audio inégalée sur une seule station de travail. Une seule carte SIM coûtait environ 12 000 dollars américains (sans compter l'ordinateur), ce qui rendait son prix prohibitif en dehors des instituts de recherche et des universités.

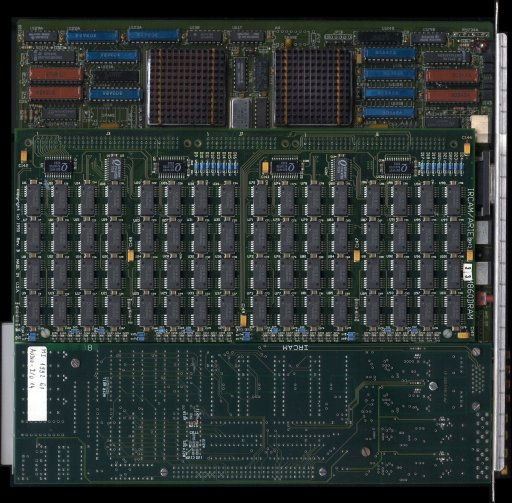
Carte DSP I860.

Le principal logiciel serveur développé par l'IRCAM pour la SIM s'appelait FTS ("Faster Than Sound"). La principale application client NeXT était un programme graphique appelé Max, développé par Miller Puckette. Une version commerciale de Max (sans le serveur FTS) a été concédée par l'IRCAM à Opcode Systems (et, plus tard, à Cycling '74 (en)).
Max/FTS a finalement migré vers une application uniquement logicielle pour les ordinateurs Alpha de SGI et de DEC. C'est le prédécesseur direct du logiciel open source jMax.

## Œuvres
La station d'informatique musicale de l'IRCAM a été utilisée pour de nombreuses œuvres associées à cette institution. On citera à titre d'exemple :
- Un Coup de dés jamais n'abolira le hasard (1991) pour clarinette et ordinateur temps réel, de Christophe de Coudenhove[5],[6] ;
- ...explosante-fixe... (1991 -1993) pour flûte MIDI, deux flûtes solistes, ensemble et électronique, de Pierre Boulez[7],[8] ;
- Devenir (1993) pour clarinette et dispositif électronique en temps réel, de Frédéric Durieux[9].

Les œuvres créées sur la station 4 X peuvent être migrées sur la SIM (La Partition du Ciel et de l'Enfer (1989) pour flûte MIDI, piano, piano MIDI et ensemble et électronique, de Philippe Manoury... ).